# Stigmatura napensis
O papa-moscas-do-sertão (Stigmatura napensis) é uma espécie de ave passeriforme da família Tyrannidae, uma das duas pertencentes ao gênero Stigmatura. É nativa da América do Sul.

## Taxonomia
O gênero já foi colocado na família Formicariidae devido a seu aspecto geral ter semelhança com o de espécies do gênero Formicivora. Forma uma superespécie com o alegrinho-balança-rabo (Stigmatura budytoides). Alguns autores, como Ridgely & Tudor (2009), consideram a subespécie S. napensis bahiae,  que ocorre na caatinga do nordeste do Brasil, como espécie plena, devido a diferenças morfológicas e da vocalização com a espécie nominal. Contudo, isto não é seguido pela maioria das classificações, como IOC, Clements e o South American Classification Committee (SACC).

### Subespécies
De acordo com a classificação do Congresso Ornitológico Internacional (IOC) (Versão 5.3, 2015) e Clements Checklist 6.9, são reconhecidas 2 subespécies, com sua correspondente distribuição geográfica:
- Stigmatura napensis napensis Chapman, 1926 - ao longo dos grandes rios da Bacia Amazônica e sudoeste do Orinoco no extremo sudeste da Colômbia (próximo a Leticia), sudoeste da Venezuela (ao longo do rio Orinoco), leste do Equador, nordeste do Peru e centro-norte do Brasil (para o leste até o rio Tapajós).
- Stigmatura napensis bahiae Chapman, 1926 - nordeste do Brasil (Pernambuco, centro-norte da Bahia). Também em Alagoas, Paraíba, Rio Grande do Norte, sul do Ceará e leste do Piauí.[6]

Alguns autores, como a Clements Checklist 6.9, consideram a população do delta do Orinoco uma subespécie não descrita.

## Descrição
É uma ave pequena, mede 13,5 cm de comprimento, sendo menor que seu congênere, o alegrinho-balança-rabo. Tem coloração oliva-acinzentada com uma listra superciliar amarela; as asas e a cauda são cinza-escuras, as asas com uma larga faixa e bordas esbranquiçadas e a cauda amplamente pontilhada e com bordas branco-amareladas e branca por baixo. É amarelo por baixo. A subespécie bahiae difere da nominal por ser mais parda por cima e mais apagada por baixo. Costuma manter sua longa cauda levantada bem acima da horizontal.

## Distribuição e habitat
As duas subespécies têm distribuições separadas: uma (S. n. napensis) ao longo dos grandes rios da Bacia Amazônica e sudoeste do Orinoco em Colômbia, Venezuela, Equador, Peru e Brasil; a outra (S. n. bahiae) ocorre no nordeste do Brasil.
Habita ilhas ribeirinhas com vegetação jovem abaixo de 300 m de altitude e em matas de caatinga a até 600 m.

## Comportamento
Similar a seu parente S. budytoides, é muito ativo, andando geralmente em pares pela vegetação arbustiva densa, mas não é difícil de ser  observado. Prefere formações de árvores do gênero Tessaria.

### Alimentação
Alimenta-se principalmente de insetos, que procura intensamente entre a folhagem e os galhos  e às vezes no solo.

### Reprodução
Essa espécie constrói um ninho de galhos secos bem escondido em meio à folhagem de um arbusto, a uma altura que pode variar entre 70 cm e 1 m do solo. A entrada do ninho é de 4 cm x 4 cm e tem uma profundidade de 2,5 cm e uma altura de 3 cm. São postos de dois a três que pesam 1,2 g e medem 17 mm x 12 mm.